# Yttre-Långträsket
Yttre-Långträsket är en sjö i Norsjö kommun i Västerbotten och ingår i Skellefteälvens huvudavrinningsområde. Sjön har en area på 0,802 kvadratkilometer och ligger 224 meter över havet. Sjön avvattnas av vattendraget Karsbäcken.

## Delavrinningsområde
Yttre-Långträsket ingår i det delavrinningsområde (720008-169370) som SMHI kallar för Utloppet av Yttre-Långträsket. Medelhöjden är 244 meter över havet och ytan är 3,67 kvadratkilometer. Räknas de 21 avrinningsområdena uppströms in blir den ackumulerade arean 138,62 kvadratkilometer. Karsbäcken som avvattnar avrinningsområdet har biflödesordning 2, vilket innebär att vattnet flödar genom totalt 2 vattendrag innan det når havet efter 91 kilometer. Avrinningsområdet består mestadels av skog (56 procent). Avrinningsområdet har 0,77 kvadratkilometer vattenytor vilket ger det en sjöprocent på 21 procent.